# Koșelovo, Hust
Koșelovo (în ucraineană Кошельово) este localitatea de reședință a comunei Koșelovo din raionul Hust, regiunea Transcarpatia, Ucraina.

## Demografie
Componența lingvistică a localității Koșelovo
     Ucraineană (99,36%)
     Alte limbi (0,61%)
Conform recensământului din 2001, majoritatea populației localității Koșelovo era vorbitoare de ucraineană (99,36%), existând în minoritate și vorbitori de alte limbi.